# Los Doodlebops
Los Doodlebops fue un show estadounidense-canadiense, en vivo y por televisión, para los niños de 2 a 6 años. En el año 2005 salió al aire la serie por TV, producida por Canadian Broadcasting Corporation, Cookie Jar Entertainment y Playhouse Disney Original Series, a través de Disney Channel en el bloque de Playhouse Disney en  los Estados Unidos y CBC Television en Canadá.

## Objetivo
El espectáculo cuenta con una mezcla de música, baile, humor y parodias que enseñan a los niños lecciones sociales. El espectáculo siempre incluye escenas de un concierto delante de un público preescolar que participa activamente en el canto y el baile.

## Personajes

### Los Doodlebops
- Deedee Doodle: Deedee está vestida de púrpura y rosa. Su "héroe" es el músico Zimmy Zimmerman y dice que por el ella se hizo cantante. Es interpretada por Lisa J. Lennox.
- Moe Doodle: Moe está vestido de amarillo, naranja y rojo. Toca la batería, y es conocido por su ruidoso y desordenado modo de ser. Es interpretado por Jonathan Wexler. En cada episodio, Moe desaparece por un rato, dando lugar a la sección "¿Dónde está Moe?" y más tarde, justo antes de abandonar la casa y salir o ir al estudio, Moe siempre tira de una cuerda y recibe un baño de agua fría, que se sacude diciendo "!Que fresco!". Moe ama los trenes porque son ruidosos, al igual que él.
- Rooney Doodle: Rooney está vestido de color azul. Toca la guitarra y, cuando era un principiante, tocaba el ukelele. Es un gran inventor. Interpretado por Chad McNamara.

### Reparto
- Bob, el conductor del autobús: Bob es el conductor del autobús de la banda. Es interpretado por John "Giovanni" Catucci. Sabe cómo tocar la guitarra, pero es tímido al respecto y sólo toca para sí mismo. También es un gran fan de los trenes. Bob tiene un hermano gemelo idéntico llamado Rob y otro hermano chimpancé llamado Obear.
- Jazmín: La mánager, presentadora y consejera de la banda en las temporadas dos y tres. Es interpretada por Jackie Richardson. Sabe tocar el arpa y quiere ser actriz. Aparece, tal como Mazz, con un canto al estilo jazz, y habla con rimas como la misma, pero desaparece chasqueando sus dedos.
- Mazz: La mánager, presentadora y consejera de los Doodlebops durante la temporada uno. Fue interpretada por Kim Roberts. Aparece en la Doodle-casa con un canto al estilo jazz y se va de la misma forma. Suele hablar con rimas.
- Audio Murphy: Audio Murphy es un perro azul que actúa como el director de videos de los Doodlebops en las temporadas 2 y 3, aunque también puede ser el consejero de Dedee, Rooney o Moe. Es una marioneta doblada por Jason Hopley. Murphy afirma que su segundo nombre es "sorpresa", aunque esto puede ser una expresión común. Murphy también ama tejer.
- Mudge: Es un gato púrpura que a menudo es el blanco de las bromas "Tock, Tock, quien es?" de Deedee. Al principio, cuando dicen "Somos Los Doodlebops", el suele preguntar como se llaman confundiéndose, diciendo, por ejemplo,"Los Dooda-que?" o "Los Dos Robots" e incluso "Los Boodledops".
- Mr. Moosehead: Cabeza de Alce es un trofeo cabeza de alce colgado en una pared de la Doodle-casa. Parece gustarle la promesa, siempre la elogia al terminar esta.

## Apariencia y transformaciones de DeeDee, Rooney y Moe
Los miembros de la banda usaron un pesado maquillaje y/o prótesis para que parecer personajes de dibujos animados vivos de computadoras. Durante la primera temporada, llevaban capuchas de tela con falsas orejas. Posteriormente, la banda dio brillo a los trajes utilizados durante su concierto, con la incorporación de lentejuelas y telas metálicas.

## Doblaje

### Hispanoamérica (Argentina)
- Dedee Doodle: Irene Guiser
- Rooney Doodle: Pablo Gandolfo
- Moe Doodle: Mariano Chiesa, Cristian Borzatto (Voz cantante).
- Mudge: Ariel Cisternino

- Dirección: Ricardo Alanís
- Dirección Musical: Irene Guiser

## Tours
- Los Doodlebops han tenido una gira de promoción comercial en los Estados Unidos y en Canadá durante la primavera de 2005, y tuvo una gira de conciertos en los Estados Unidos y en Canadá durante junio de 2006.
- Los Doodlebops han tenido una gira americana que se llevó a cabo desde agosto de 2006 hasta marzo de 2007.
- Los Doodlebops iniciaron su segunda gira americana en septiembre de 2007, y finalizó en abril de 2008.
- Los Doodlebops profesionalmente ha sido doblada al gaélico y se transmite como parte de la tarde los niños del paquete Cúla 4 en relación con la lengua irlandesa estación de televisión TG4. Así como también ha sido doblada al español neutro en Argentina, y transmitida por el bloque matutino Playhouse Disney del Disney Channel, y recientemente en el Playhouse Disney Channel como también en el segmento matutino de los fines de semana del canal de aire América.